# TKOL RMX 1234567
تی‌کل ریمیکس ۱۲۳۴۵۶۷ (به انگلیسی: TKOL RMX 1234567) آلبوم ریمیکس از آلبوم پادشاه شاخه‌ها (۲۰۱۱) از گروه راک انگلیسی ردیوهد است که در ۱۶ سپتامبر ۲۰۱۱ در ژاپن و در ۱۰ اکتبر ۲۰۱۱ به صورت جهانی توسط ایکس‌ال ریکوردینگز منتشر شد. این آلبوم مجموعه ای از تک‌آهنگ‌های ریمیکس آلبوم پادشاه شاخه‌ها است که توسط هنرمندان موسیقی الکترونیکی از جمله Jamie xx , Nathan Fake , Four Tet , Caribou , Modeselektor و SBTRKT ساخته شده‌است. آلبوم و تک آهنگ‌ها از طریق تارنمای ردیوهد قابل بارگیری هستند.

طرح‌ها و نقاشی‌ها برای تک‌آهنگ‌های گردآوری شده در TKOL RMX 1234567

## بازخورد
| بررسی جمعی      | بررسی جمعی |
| منبع            | رتبه‌بندی   |
| --------------- | ---------- |
| انی‌دیسنت‌میوزیک؟ | 6.5/10     |
| متاکریتیک       | 67/100     |
| بررسی انتقادی   |            |
| منبع            | رتبه‌بندی   |
| آل‌میوزیک        | [ ۵ ]      |
| ای. وی. کلاب    | B+         |

TKOL RMX در تارنمای متاکریتیک دارای امتیاز ۶۷ است. آل موزیک دربارهٔ آلبوم نوشته‌است که شنیدن این که چگونه تهیه‌کنندگان گوناگون، آهنگ‌ها را شکل می‌دهند و می‌پیچند و تنظیم می‌کنند فول‌العاده بود." ای. وی کلاب نوشت "بهترین این ریمیکس‌ها به گونه‌ای بودند که همتایشان یعنی پادشاه شاخه‌ها آنقدر هیجان‌انگیز و نوآورانه نبود." با این حال، گاردین نوشت که این آلبوم «کمتر شبیه یک آلبوم است بیشتر یک زباله اطلاعاتی است». پیچفورک آلبوم را "قابل شنیدن اما در پایان بی‌روح" خواند.